# Sara Ginaite
Sara Ginaite-Rubinson, nacida Ginaite (Kaunas, 17 de marzo de 1924 - Toronto, 2 de abril de 2018) fue una escritora y académica lituana nacionalizada canadiense de origen judío que en su juventud participó en el movimiento de resistencia de los judíos partisanos durante la ocupación de Lituania por la Alemania nazi.

## Biografía
Sara Ginaite nació el 17 de marzo de 1924 en Kaunas, una céntrica ciudad de la República de Lituania, como parte de una familia acomodada. Su padre, Yosef Ginas, era un ingeniero graduado en Francia mientras que su madre, Rebecca Virovitch, venía de un instituto polaco.
Estaba a punto de finalizar sus estudios secundarios cuando Alemania ocupó su país. Después de que 3 de sus tíos fuesen asesinados en el Pogromo de Kaunas, fue internada junto a su familia en el Gueto de Kaunas. Dentro del gueto, se unió a la Organización de Lucha Antifascista, un grupo de resistencia local.
Junto al que más tarde sería su marido, Misha Rubinson, escapó del gueto en el invierno de 1943-1944, organizando una unidad militar partisana conocida como «Muerte a los ocupantes». Volvió en dos ocasiones al gueto para ayudar a otros a escapar.. En 1944, ella y su marido participaron en la liberación de los guetos de Vilna y Kaunas, aunque para entonces la mayoría de los habitantes habían muerto. De su propia familia, las únicas supervivientes fueron su hermana, una sobrina y ella misma.
Tras la guerra, se convirtió en profesora de Política económica en la Universidad de Vilna de la República Socialista Soviética de Lituania. Su marido murió en 1977 y en 1983 decidió mudarse a Canadá, donde ya residían sus dos hijas, Anya y Tanya. Una vez en Canadá, fue profesora adjunta en la Universidad de York y conferenciante en Canadá, Estados Unidos, varios países de Europa e Israel sobre la historia y ciencia social de la Segunda Guerra Mundial.
En 2013 llevó a cabo una conferencia titulada History and Personal Memory: The Beginning of the Holocaust in Lithuania (en inglés: Historia y Memoria personal: El comienzo del holocausto en Lituania) en un simposio en la Universidad de Toronto.
En 1999, Sara Ginaite-Rubinson escribió un libro titulado Atminimo knyga : Kauno žydų bendruomenė 1941-1944 metais (en lituano: Libro de la Memoria : Comunidad Judía de Kaunas en 1941-1944) ganador de varios premios, fue traducido al inglés en 2005 y publicado en Toronto con el título Resistance and survival : the Jewish community in Kaunas, 1941-1944 (en inglés: Resistencia y supervivencia: La comunidad judía en Kaunas, 1941-1944).
Murió en su residencia de Toronto el 2 de abril de 2018 a la edad de 94 años.